# ووزنسنسکی (شهرستان زیلایرسکی، باشقیرستان)
ووزنسنسکی (انگلیسی: Voznesensky, Zilairsky District, Republic of Bashkortostan) یک شهرک در شهرستان زیلایرسکی استان باشقیرستان کشور روسیه است.